# Eugnamptus nigriventris
Eugnamptus nigriventris é uma espécie de gorgulho da família dos besouros Attelabidae. É encontrado na América do Norte.